# Neven Subotić
Neven Subotić, född 10 december 1988 i Banja Luka, Jugoslavien (nuvarande Bosnien och Hercegovina), är en serbisk före detta fotbollsspelare. 
Subotić har representerat Serbiens landslag ett stort antal gånger och var med i truppen till Fotbolls-VM 2010.

## Karriär
Den 25 januari 2018 värvades Subotić av franska Saint-Étienne, där han skrev på ett 1,5-årskontrakt. Subotić debuterade i Ligue 1 den 27 januari 2018 i en 2–1-vinst över Caen.
Den 1 februari 2021 värvades Subotić av österrikiska SCR Altach, där han skrev på ett halvårskontrakt.